# Змиенко, Всеволод Ефимович
Все́волод Ефи́мович Змие́нко (16 (28) октября 1886, Одесса — 30 октября 1938, Варшава) — офицер Генштаба Русской императорской армии, после Октябрьской революции 1917 года — военный деятель Украинской народной республики (УНР), генерал-хорунжий армии УНР.

## Биография
Одессит. Сын отставного офицера (поручика). Православного вероисповедания. Общее среднее образование получил в одесской гимназии.

### Служба в Русской императорской армии
В 1905 году вступил в военную службу вольноопределяющимся 2-го разряда и был направлен на учёбу в губернский город Киев, в военное училище.
В июне 1907 года, по окончании по 1-му разряду полного курса наук в Киевском военном училище, был произведен из портупей-юнкеров в подпоручики (со старшинством в чине с 24.03.1906) и выпущен в 208-й пехотный резервный Очаковский полк (г. Очаков).
В октябре 1908 года переведен в 205-й пехотный резервный Измаильский полк (г. Одесса), а в июле 1910 года — в 56-й пехотный Житомирский полк (г. Тирасполь).
14.12.1910 за выслугу лет произведен в поручики (старшинство — с 24.03.1910).
С 1911 года в Санкт-Петербурге обучался в Николаевской военной академии Генерального штаба. Учёбу завершил в 1913 году, окончив 2 класса по 2-му разряду.
По окончании учёбы в Академии к Генштабу причислен не был. Высочайшим Приказом от 30.05.1913 был переведен на службу в 59-й пехотный Люблинский полк (г. Одесса). Полк входил в состав 15-й пехотной дивизии 8-го армейского корпуса.
Участник Первой мировой войны 1914—1918 гг. В первые дни войны в составе своего полка выступил на австрийский фронт. Участник Галицийской битвы. Особо отличился в наступательном бою 26 августа 1914 года, командуя ротой, причём в бою был тяжело ранен. За этот бой удостоен Георгиевского оружия.
10.11.1914 за выслугу лет произведен в штабс-капитаны (старшинство — с 24.03.1914), а 07.03.1915 — в капитаны (старшинство — с 07.03.1915).
После возвращения из госпиталя был назначен на должность младшего адъютанта штаба 60-й пехотной дивизии, оставаясь в списках своего полка.
Высочайшим приказом от 13.12.1915 переведен в состав офицеров Генерального штаба, с назначением на должность обер-офицера для поручений при штабе 39-го армейского корпуса. С 21.09.1916 — старший адъютант штаба 39-го армейского корпуса Особой армии Юго-Западного фронта.
Приказом Временного Правительства Армии и Флоту от 14.08.1917 назначен исполняющим должность начальника штаба 83-й пехотной дивизии и в этой должности находился до конца декабря 1917 года.
15.08.1917 — произведен в подполковники Генштаба (со старшинством — с 25.12.1917).

### Служба в украинской армии
В конце декабря 1917 года, после ликвидации большевистским правительством Советской России «старой» Русской армии, вернулся в Одессу и возглавил штаб украинских военизированных формирований («гайдамаков»), — сторонников Центральной Рады и независимой Украинской народной республики.
В марте 1918 года — военный комендант Одессы. В апреле 1918 года — глава демобилизационного комитета Херсонской губернии, помощник губернского коменданта. Проводил на территории Херсонской губернии демобилизацию частей и учреждений бывшей Русской императорской армии и передачу их имущества частям создаваемой украинской армии.
С конца апреля 1918 года — в армии Украинской Державы. Был помощником начальника штаба 3-го (Херсонского) армейского корпуса (г. Одесса). Приказом от 15.08.1918 переименован в чине: из подполковника в войскового старшину. На 21.11.1918 — войсковой старшина, служил в военно-историческом отделе, в Одессе.
В ноябре 1918 года Всеволод Змиенко перешёл на сторону Директории УНР и поступил на службу в украинскую республиканскую армию. С 13.12.1918 он — начальник штаба 3-го (Херсонского) корпуса армии УНР.
С 10.02.1919 — помощник командующего Юго-восточной группы войск действующей армии УНР.
С июля 1919 года — начальник штаба 10-й пехотной дивизии Сечевых стрельцов.
В декабре 1919 года, после поражения армии УНР, был интернирован польскими властями в Луцке.
В январе 1920 года формировал в Брест-Литовской крепости из интернированных военных украинской армии боеспособную дивизию (дивизию «армии УНР» в составе Войска Польского). С февраля 1920 года — начальник штаба вновь сформированной 1-й (с 21.03.1920, в связи с переименованием дивизии, — 6-й) пехотной (Сечевой, Стрелецкой) дивизии армии УНР (командир дивизии — полковник Безручко).
С 12.04.1920 Всеволод Змиенко — полковник армии УНР.
Участник советско-польской войны на стороне поляков. 7 мая 1920 года украинская 6-я Стрелецкая дивизия, начальником штаба которой был Змиенко, вместе с польскими войсками вошла в Киев, освободив город от большевиков.
В августе 1920 года отошедшая с боями из-под Киева, затем из-под Ровно, 6-я украинская дивизия участвовала в обороне Замостья. Оборону города возглавляли полковники Безручко и Змиенко.
В ноябре 1920 года, после прекращения боевых действий и отвода украинских войск за реку Збруч, был повторно интернирован поляками.
В 1921 году полковник Змиенко был произведен в генерал-хорунжие армии УНР.

### В эмиграции
После ликвидации лагерей для интернированных жил в Варшаве. Работал начальником отдела в Генеральном штабе Военного министерства Правительства УНР в изгнании.
Умер 30 октября 1938 года в Варшаве. Похоронен на православном кладбище в Варшаве. Здесь же похоронены около сотни выдающихся военных и государственных деятелей УНР.

## Награды
- Медаль «В память 300-летия царствования дома Романовых» (1913)
- Орден Святой Анны 4-й степени с надписью «За храбрость» (ВП от 18.02.1915, стр. 6)
- Орден Святого Станислава 3-й степени с мечами и бантом (ВП от 18.02.1915, стр. 7)
- Орден Святого Владимира 4-й степени с мечами и бантом (ВП от 14.07.1915)
- Георгиевское оружие (Приказ 8-й Армии №418 от 18.04.1915[8]; утв. ВП от 10.11.1915) — … за то, что в бою под Бартатовым 26-го августа 1914 года, вступив в командование ротой, дважды атаковал превосходящего его в силах противника и выбил его из леса, причём при овладении опушкой был тяжело ранен[9].
- Орден Святой Анны 3-й степени с мечами и бантом (ВП от 23.12.1915)
- Орден Святого Станислава 2-й степени с мечами (утв. ВП от 19.04.1916)
- Высочайшее благоволение (ВП от 14.08.1916; за отличия в делах...)

Знак отличия УНР:
- Крест Симона Петлюры (в 1930-х годах)

## Семья
- Жена — Пиама Дмитриевна, дочь русского генерал-майора Скляревского Дмитрия Епифановича, умерла в Одессе от тифа в 1921 году.
- Дети:
  - Всеволод, 1912 года рождения, — после 1922 года жил в Польше, погиб в годы Второй мировой войны;
  - Олег, 1915 года рождения, — жил в СССР, московский рабочий, имел фамилию Скляревский, в 1938 году был под следствием (обвинялся в антисоветской агитации), судьба после 1940 года неизвестна;
  - Галина (1918—2003), Галина Всеволодовна Змиенко-Сэнышын, — после 1922 года жила в Польше, известная украинская журналистка, публицистка, общественный деятель.

## Память
- В честь Всеволода Змиенко названы улицы в Киеве и в Одессе (бывшая Дворянская, переименована 26 июля 2024 г. распоряжением начальника Одесской областной военной администрации), переулок в Одессе.